# Liste der Schutzgebiete im Kanton Solothurn
Diese Aufstellung listet alle offiziell ausgewiesenen Schutzgebiete in Natur- und Landschaftsschutz (wie z. B. Naturschutzgebiete, Landschaftsschutzgebiete, Nationalparks etc.) im Schweizer Kanton Solothurn auf (Stand 11. November 2014). Die Aufstellung folgt der Common Database on Designated Areas der Europäischen Umweltagentur (EEA).
| Schlüssel- nummer | Art                           | Gebietstyp        | Gebietsname                                                | CDDA- Sitecode | IUCN- Kategorie | Fläche in ha | Koordinate                      | Jahr der Ausweisung | Bild |
| ----------------- | ----------------------------- | ----------------- | ---------------------------------------------------------- | -------------- | --------------- | ------------ | ------------------------------- | ------------------- | ---- |
| CH02_076          | Hochmoor/Übergangsmoor        | Naturreservat     | Chlepfimoos/Burgmoos                                       | 148872         | Ia              | 1,04664      | 47° 10′ 16,9″ N, 7° 40′ 22,8″ O | 1991                |      |
| CH03_0045         | Auengebiet                    | Naturschutzgebiet | Emmenschachen                                              | 148608         | IV              | 14,99732     | 47° 13′ 0,1″ N, 7° 34′ 23,7″ O  | 1992                |      |
| CH05_110011       | Amphibienlaichgebiet          | Naturschutzgebiet | Chli Aarli                                                 | 348324         | IV              | 9,10338      | 47° 15′ 46,1″ N, 7° 48′ 45,7″ O | 2001                |      |
| CH05_110065       | Amphibienlaichgebiet          | Naturschutzgebiet | Tümpel untere Erli                                         | 348300         | IV              | 0,45765      | 47° 21′ 54,3″ N, 7° 50′ 57,4″ O | 2001                |      |
| CH05_110069       | Amphibienlaichgebiet          | Naturschutzgebiet | Obergösger Schachen                                        | 348301         | IV              | 43,13431     | 47° 21′ 38,6″ N, 7° 57′ 44,1″ O | 2001                |      |
| CH05_110083       | Amphibienlaichgebiet          | Naturschutzgebiet | Erlenmoos, Haag                                            | 348302         | IV              | 1,52465      | 47° 12′ 27″ N, 7° 26′ 2,3″ O    | 2001                |      |
| CH05_110084       | Amphibienlaichgebiet          | Naturschutzgebiet | Biedermannsgrube                                           | 348303         | IV              | 12,24866     | 47° 13′ 41,6″ N, 7° 33′ 5,1″ O  | 2001                |      |
| CH05_0006         | Amphibienlaichgebiet          | Naturschutzgebiet | Ägertengrube                                               | 387760         | IV              | 0,85799      | 47° 17′ 12,9″ N, 7° 48′ 40,9″ O | 2001                |      |
| CH05_0101         | Amphibienlaichgebiet          | Naturschutzgebiet | Allmend-Forenban                                           | 387759         | IV              | 0,85799      | 47° 18′ 4,3″ N, 7° 50′ 42,8″ O  | 2001                |      |
| CH05_0009         | Amphibienlaichgebiet          | Naturschutzgebiet | Äbisholzgrube                                              | 387665         | IV              | 0,85799      | 47° 16′ 5,6″ N, 7° 44′ 7″ O     | 2001                |      |
| CH05_110044       | Amphibienlaichgebiet          | Naturschutzgebiet | Tümpel Stierenberg                                         | 348299         | IV              | 1,07998      | 47° 17′ 10,2″ N, 7° 31′ 49,2″ O | 2001                |      |
| CH06_10720        | Trockenwiese/Trockenweide     | Naturschutzgebiet | Schwang                                                    | 398442         | IV              | 0,85883      | 47° 23′ 0,3″ N, 7° 33′ 31″ O    | 2010                |      |
| CH06_10725        | Trockenwiese/Trockenweide     | Naturschutzgebiet | Mettlen                                                    | 398443         | IV              | 0,82124      | 47° 23′ 5,7″ N, 7° 28′ 39,4″ O  | 2010                |      |
| CH06_10731        | Trockenwiese/Trockenweide     | Naturschutzgebiet | Mahren                                                     | 398445         | IV              | 0,73464      | 47° 22′ 51,9″ N, 7° 54′ 45,1″ O | 2010                |      |
| CH06_10732        | Trockenwiese/Trockenweide     | Naturschutzgebiet | Rebenfeld                                                  | 398446         | IV              | 0,72422      | 47° 23′ 29,6″ N, 7° 56′ 58,4″ O | 2010                |      |
| CH06_10733        | Trockenwiese/Trockenweide     | Naturschutzgebiet | Rintel                                                     | 398447         | IV              | 1,35757      | 47° 23′ 46,2″ N, 7° 56′ 38,6″ O | 2010                |      |
| CH06_10734        | Trockenwiese/Trockenweide     | Naturschutzgebiet | Goldloch                                                   | 398448         | IV              | 1,22329      | 47° 23′ 57,4″ N, 7° 56′ 57,3″ O | 2010                |      |
| CH06_10737        | Trockenwiese/Trockenweide     | Naturschutzgebiet | Moosmatt                                                   | 398449         | IV              | 0,6908       | 47° 22′ 36,6″ N, 7° 27′ 38,2″ O | 2010                |      |
| CH06_10740        | Trockenwiese/Trockenweide     | Naturschutzgebiet | Rotenrain                                                  | 398451         | IV              | 0,66508      | 47° 27′ 1,2″ N, 7° 38′ 2,1″ O   | 2010                |      |
| CH06_10743        | Trockenwiese/Trockenweide     | Naturschutzgebiet | Wiler                                                      | 398452         | IV              | 0,61189      | 47° 23′ 44,1″ N, 7° 27′ 20,1″ O | 2010                |      |
| CH06_10708        | Trockenwiese/Trockenweide     | Naturschutzgebiet | Gitziberg                                                  | 398436         | IV              | 1,00662      | 47° 24′ 55,6″ N, 7° 57′ 14,9″ O | 2010                |      |
| CH06_10712        | Trockenwiese/Trockenweide     | Naturschutzgebiet | Mahren                                                     | 398437         | IV              | 0,95244      | 47° 23′ 0,3″ N, 7° 55′ 25,1″ O  | 2010                |      |
| CH06_10713        | Trockenwiese/Trockenweide     | Naturschutzgebiet | Winzligen                                                  | 398438         | IV              | 0,95108      | 47° 27′ 58″ N, 7° 41′ 20,9″ O   | 2010                |      |
| CH06_10714        | Trockenwiese/Trockenweide     | Naturschutzgebiet | Bechburg                                                   | 398439         | IV              | 0,94791      | 47° 17′ 33,4″ N, 7° 42′ 50,1″ O | 2010                |      |
| CH06_10717        | Trockenwiese/Trockenweide     | Naturschutzgebiet | Rintel                                                     | 398440         | IV              | 0,88879      | 47° 23′ 52,1″ N, 7° 57′ 6,2″ O  | 2010                |      |
| CH06_10719        | Trockenwiese/Trockenweide     | Naturschutzgebiet | Holzbünten                                                 | 398441         | IV              | 0,87626      | 47° 19′ 38,7″ N, 7° 48′ 24,3″ O | 2010                |      |
| CH06_10704        | Trockenwiese/Trockenweide     | Naturschutzgebiet | Summerhalde                                                | 398434         | IV              | 1,05304      | 47° 23′ 39,9″ N, 7° 59′ 43,8″ O | 2010                |      |
| CH06_10705        | Trockenwiese/Trockenweide     | Naturschutzgebiet | Rutigen                                                    | 398435         | IV              | 1,74186      | 47° 19′ 44,8″ N, 7° 53′ 35,8″ O | 2010                |      |
| CH06_10600        | Trockenwiese/Trockenweide     | Naturschutzgebiet | Vorderer Brandberg                                         | 398360         | IV              | 53,61682     | 47° 17′ 47,8″ N, 7° 34′ 12,2″ O | 2010                |      |
| CH06_10601        | Trockenwiese/Trockenweide     | Naturschutzgebiet | Matzendörfer Stierenberg                                   | 398361         | IV              | 51,51118     | 47° 19′ 32,8″ N, 7° 34′ 26,6″ O | 2010                |      |
| CH06_10602        | Trockenwiese/Trockenweide     | Naturschutzgebiet | Oberdörfer                                                 | 398362         | IV              | 38,80929     | 47° 15′ 27″ N, 7° 25′ 58,1″ O   | 2010                |      |
| CH06_10603        | Trockenwiese/Trockenweide     | Naturschutzgebiet | Balmflue                                                   | 398363         | IV              | 22,93222     | 47° 15′ 11,6″ N, 7° 32′ 43,5″ O | 2010                |      |
| CH06_10604        | Trockenwiese/Trockenweide     | Naturschutzgebiet | Holzflue                                                   | 398364         | IV              | 19,03673     | 47° 19′ 19,5″ N, 7° 42′ 3,7″ O  | 2010                |      |
| CH06_10605        | Trockenwiese/Trockenweide     | Naturschutzgebiet | Allmend                                                    | 398365         | IV              | 31,62851     | 47° 18′ 8,9″ N, 7° 35′ 12″ O    | 2010                |      |
| CH06_10606        | Trockenwiese/Trockenweide     | Naturschutzgebiet | Stierenberg                                                | 398366         | IV              | 18,09296     | 47° 17′ 6,6″ N, 7° 31′ 34,3″ O  | 2010                |      |
| CH06_10608        | Trockenwiese/Trockenweide     | Naturschutzgebiet | Allmend                                                    | 398367         | IV              | 27,44351     | 47° 19′ 23,1″ N, 7° 45′ 49,2″ O | 2010                |      |
| CH06_10610        | Trockenwiese/Trockenweide     | Naturschutzgebiet | Untere Tannmatt                                            | 398368         | IV              | 17,9916      | 47° 18′ 44,4″ N, 7° 34′ 14,4″ O | 2010                |      |
| CH06_10611        | Trockenwiese/Trockenweide     | Naturschutzgebiet | Ober Solterschwang                                         | 398369         | IV              | 12,48688     | 47° 19′ 3,3″ N, 7° 33′ 35,3″ O  | 2010                |      |
| CH06_10612        | Trockenwiese/Trockenweide     | Naturschutzgebiet | Oberbeinwil                                                | 398370         | IV              | 10,819       | 47° 21′ 32,7″ N, 7° 36′ 31,7″ O | 2010                |      |
| CH06_10613        | Trockenwiese/Trockenweide     | Naturschutzgebiet | Burgweid                                                   | 398371         | IV              | 9,37934      | 47° 23′ 48,2″ N, 7° 54′ 43,2″ O | 2010                |      |
| CH06_10614        | Trockenwiese/Trockenweide     | Naturschutzgebiet | Rebenfeld                                                  | 398372         | IV              | 8,69876      | 47° 23′ 38,4″ N, 7° 57′ 27,1″ O | 2010                |      |
| CH06_10616        | Trockenwiese/Trockenweide     | Naturschutzgebiet | Bützen                                                     | 398373         | IV              | 7,05944      | 47° 13′ 19,7″ N, 7° 23′ 32,7″ O | 2010                |      |
| CH06_10617        | Trockenwiese/Trockenweide     | Naturschutzgebiet | Rinderweid                                                 | 398374         | IV              | 12,90095     | 47° 20′ 10,6″ N, 7° 44′ 7,4″ O  | 2010                |      |
| CH06_10618        | Trockenwiese/Trockenweide     | Naturschutzgebiet | Chellenchöpfli                                             | 398375         | IV              | 11,01749     | 47° 22′ 10,6″ N, 7° 42′ 55,4″ O | 2010                |      |
| CH06_10619        | Trockenwiese/Trockenweide     | Naturschutzgebiet | Nasenboden                                                 | 398376         | IV              | 6,86036      | 47° 20′ 4,3″ N, 7° 34′ 25,3″ O  | 2010                |      |
| CH06_10620        | Trockenwiese/Trockenweide     | Naturschutzgebiet | Unteres Brüggli                                            | 398377         | IV              | 6,79479      | 47° 13′ 50,3″ N, 7° 25′ 43,4″ O | 2010                |      |
| CH06_10621        | Trockenwiese/Trockenweide     | Naturschutzgebiet | Mausteren                                                  | 398378         | IV              | 6,40821      | 47° 19′ 53,1″ N, 7° 39′ 19,2″ O | 2010                |      |
| CH06_10624        | Trockenwiese/Trockenweide     | Naturschutzgebiet | Gwidem                                                     | 398379         | IV              | 5,54776      | 47° 21′ 38,4″ N, 7° 48′ 17,6″ O | 2010                |      |
| CH06_10626        | Trockenwiese/Trockenweide     | Naturschutzgebiet | Binzberg                                                   | 398380         | IV              | 9,8919       | 47° 15′ 12,3″ N, 7° 25′ 57,5″ O | 2010                |      |
| CH06_10627        | Trockenwiese/Trockenweide     | Naturschutzgebiet | Oberbergweid                                               | 398381         | IV              | 11,36559     | 47° 19′ 41,2″ N, 7° 40′ 49,8″ O | 2010                |      |
| CH06_10631        | Trockenwiese/Trockenweide     | Naturschutzgebiet | Alte Gipsgrube                                             | 398382         | IV              | 4,5622       | 47° 26′ 9,8″ N, 7° 58′ 19,7″ O  | 2010                |      |
| CH06_10632        | Trockenwiese/Trockenweide     | Naturschutzgebiet | Wirtshof                                                   | 398383         | IV              | 7,80464      | 47° 15′ 56,5″ N, 7° 28′ 29,5″ O | 2010                |      |
| CH06_10636        | Trockenwiese/Trockenweide     | Naturschutzgebiet | Hintere Schmidematt                                        | 398387         | IV              | 4,13735      | 47° 16′ 44″ N, 7° 35′ 5,6″ O    | 2010                |      |
| CH06_10638        | Trockenwiese/Trockenweide     | Naturschutzgebiet | Nieder Äbnet                                               | 398388         | IV              | 3,82803      | 47° 20′ 32″ N, 7° 38′ 16,9″ O   | 2010                |      |
| CH06_10640        | Trockenwiese/Trockenweide     | Naturschutzgebiet | Holden                                                     | 398390         | IV              | 5,66527      | 47° 20′ 15,5″ N, 7° 45′ 21,5″ O | 2010                |      |
| CH06_10641        | Trockenwiese/Trockenweide     | Naturschutzgebiet | Ravellen                                                   | 398391         | IV              | 3,35995      | 47° 17′ 38,2″ N, 7° 42′ 45,6″ O | 2010                |      |
| CH06_10645        | Trockenwiese/Trockenweide     | Naturschutzgebiet | Walenmatt                                                  | 398392         | IV              | 2,78538      | 47° 16′ 58,6″ N, 7° 29′ 13,7″ O | 2010                |      |
| CH06_10646        | Trockenwiese/Trockenweide     | Naturschutzgebiet | Buschle                                                    | 398393         | IV              | 2,73811      | 47° 25′ 47,4″ N, 7° 24′ 17,5″ O | 2010                |      |
| CH06_10647        | Trockenwiese/Trockenweide     | Naturschutzgebiet | Sunnenhalb                                                 | 398394         | IV              | 2,56045      | 47° 22′ 10,4″ N, 7° 34′ 25,2″ O | 2010                |      |
| CH06_10648        | Trockenwiese/Trockenweide     | Naturschutzgebiet | Oberer Sennhof                                             | 398395         | IV              | 2,55377      | 47° 23′ 12,9″ N, 7° 53′ 47,2″ O | 2010                |      |
| CH06_10650        | Trockenwiese/Trockenweide     | Naturschutzgebiet | Hagliweid                                                  | 398397         | IV              | 2,35402      | 47° 21′ 21,2″ N, 7° 39′ 31,7″ O | 2010                |      |
| CH06_10651        | Trockenwiese/Trockenweide     | Naturschutzgebiet | Rumpel                                                     | 398398         | IV              | 2,4009       | 47° 21′ 34,3″ N, 7° 52′ 7,6″ O  | 2010                |      |
| CH06_10653        | Trockenwiese/Trockenweide     | Naturschutzgebiet | Allmend                                                    | 398399         | IV              | 2,34649      | 47° 19′ 39,3″ N, 7° 46′ 19,3″ O | 2010                |      |
| CH06_10654        | Trockenwiese/Trockenweide     | Naturschutzgebiet | Sonnenberg                                                 | 398400         | IV              | 2,31374      | 47° 20′ 0,4″ N, 7° 44′ 34,3″ O  | 2010                |      |
| CH06_10657        | Trockenwiese/Trockenweide     | Naturschutzgebiet | Dummeten                                                   | 398401         | IV              | 2,24759      | 47° 26′ 21,2″ N, 7° 39′ 5,8″ O  | 2010                |      |
| CH06_10661        | Trockenwiese/Trockenweide     | Naturschutzgebiet | Waldenstein                                                | 398402         | IV              | 4,04078      | 47° 21′ 57,5″ N, 7° 37′ 33,9″ O | 2010                |      |
| CH06_10662        | Trockenwiese/Trockenweide     | Naturschutzgebiet | Schlegel                                                   | 398403         | IV              | 2,01937      | 47° 21′ 12,6″ N, 7° 34′ 2,8″ O  | 2010                |      |
| CH06_10665        | Trockenwiese/Trockenweide     | Naturschutzgebiet | Moretchopf                                                 | 398404         | IV              | 1,93554      | 47° 22′ 29,2″ N, 7° 31′ 20,9″ O | 2010                |      |
| CH06_10666        | Trockenwiese/Trockenweide     | Naturschutzgebiet | Unter Möschbach                                            | 398405         | IV              | 1,90374      | 47° 22′ 1,6″ N, 7° 34′ 57,1″ O  | 2010                |      |
| CH06_10668        | Trockenwiese/Trockenweide     | Naturschutzgebiet | Niederwiler Stierenberg                                    | 398406         | IV              | 2,89502      | 47° 16′ 14,6″ N, 7° 33′ 23,1″ O | 2010                |      |
| CH06_10669        | Trockenwiese/Trockenweide     | Naturschutzgebiet | Müren                                                      | 398407         | IV              | 1,84444      | 47° 14′ 28,2″ N, 7° 26′ 44″ O   | 2010                |      |
| CH06_10670        | Trockenwiese/Trockenweide     | Naturschutzgebiet | Hasenmatt                                                  | 398408         | IV              | 1,82201      | 47° 14′ 26,2″ N, 7° 26′ 50,9″ O | 2010                |      |
| CH06_10671        | Trockenwiese/Trockenweide     | Naturschutzgebiet | Untere Säge                                                | 398409         | IV              | 1,7966       | 47° 21′ 44,8″ N, 7° 34′ 15,7″ O | 2010                |      |
| CH06_10672        | Trockenwiese/Trockenweide     | Naturschutzgebiet | Latschgetweid                                              | 398410         | IV              | 1,76262      | 47° 25′ 18,5″ N, 7° 35′ 17,4″ O | 2010                |      |
| CH06_10673        | Trockenwiese/Trockenweide     | Naturschutzgebiet | Obere Rüti                                                 | 398411         | IV              | 3,0816       | 47° 20′ 18,1″ N, 7° 38′ 40,9″ O | 2010                |      |
| CH06_10674        | Trockenwiese/Trockenweide     | Naturschutzgebiet | Meltingerberg                                              | 398412         | IV              | 1,6604       | 47° 22′ 38,9″ N, 7° 35′ 38,6″ O | 2010                |      |
| CH06_10676        | Trockenwiese/Trockenweide     | Naturschutzgebiet | Oberbergmatten                                             | 398413         | IV              | 1,54802      | 47° 20′ 10,3″ N, 7° 41′ 6,4″ O  | 2010                |      |
| CH06_10678        | Trockenwiese/Trockenweide     | Naturschutzgebiet | Allmend                                                    | 398414         | IV              | 1,49731      | 47° 18′ 36,3″ N, 7° 35′ 42,3″ O | 2010                |      |
| CH06_10680        | Trockenwiese/Trockenweide     | Naturschutzgebiet | Sunnenberg                                                 | 398415         | IV              | 2,8129       | 47° 21′ 40,6″ N, 7° 49′ 6,7″ O  | 2010                |      |
| CH06_10681        | Trockenwiese/Trockenweide     | Naturschutzgebiet | Lammet                                                     | 398416         | IV              | 1,99969      | 47° 25′ 45,2″ N, 7° 57′ 41,9″ O | 2010                |      |
| CH06_10683        | Trockenwiese/Trockenweide     | Naturschutzgebiet | Hinter Geissberg                                           | 398417         | IV              | 1,3832       | 47° 22′ 22,5″ N, 7° 38′ 18,5″ O | 2010                |      |
| CH06_10684        | Trockenwiese/Trockenweide     | Naturschutzgebiet | Mittl. Rotmatt                                             | 398418         | IV              | 1,37495      | 47° 21′ 0,4″ N, 7° 33′ 40″ O    | 2010                |      |
| CH06_10686        | Trockenwiese/Trockenweide     | Naturschutzgebiet | Vorder Hofbergli                                           | 398419         | IV              | 1,34888      | 47° 16′ 17,1″ N, 7° 35′ 0,5″ O  | 2010                |      |
| CH06_10688        | Trockenwiese/Trockenweide     | Naturschutzgebiet | Hollenrain                                                 | 398420         | IV              | 1,33887      | 47° 22′ 59,4″ N, 7° 30′ 1,7″ O  | 2010                |      |
| CH06_10689        | Trockenwiese/Trockenweide     | Naturschutzgebiet | Allmend                                                    | 398421         | IV              | 1,32778      | 47° 12′ 47,3″ N, 7° 25′ 11,9″ O | 2010                |      |
| CH06_10691        | Trockenwiese/Trockenweide     | Naturschutzgebiet | Schauenburg                                                | 398423         | IV              | 1,28524      | 47° 14′ 14,7″ N, 7° 26′ 25,3″ O | 2010                |      |
| CH06_10692        | Trockenwiese/Trockenweide     | Naturschutzgebiet | Kanalbord                                                  | 398424         | IV              | 1,25907      | 47° 21′ 50,5″ N, 7° 57′ 24,3″ O | 2010                |      |
| CH06_10694        | Trockenwiese/Trockenweide     | Naturschutzgebiet | Hübel                                                      | 398425         | IV              | 1,10043      | 47° 21′ 3,4″ N, 7° 39′ 43,1″ O  | 2010                |      |
| CH06_10695        | Trockenwiese/Trockenweide     | Naturschutzgebiet | Chlosterweid                                               | 398426         | IV              | 1,192        | 47° 21′ 34,9″ N, 7° 35′ 47,4″ O | 2010                |      |
| CH06_10696        | Trockenwiese/Trockenweide     | Naturschutzgebiet | Wisigweid                                                  | 398427         | IV              | 1,1667       | 47° 25′ 24,5″ N, 7° 36′ 13,7″ O | 2010                |      |
| CH06_10698        | Trockenwiese/Trockenweide     | Naturschutzgebiet | Wisshubel-Allmend                                          | 398428         | IV              | 1,16199      | 47° 20′ 58″ N, 7° 51′ 13,7″ O   | 2010                |      |
| CH06_10699        | Trockenwiese/Trockenweide     | Naturschutzgebiet | Attisholz                                                  | 398429         | IV              | 1,12718      | 47° 13′ 37″ N, 7° 34′ 49,7″ O   | 2010                |      |
| CH06_10700        | Trockenwiese/Trockenweide     | Naturschutzgebiet | Mahren                                                     | 398431         | IV              | 1,12302      | 47° 22′ 45,9″ N, 7° 54′ 32,5″ O | 2010                |      |
| CH06_10701        | Trockenwiese/Trockenweide     | Naturschutzgebiet | Wartenfels                                                 | 398432         | IV              | 1,11091      | 47° 23′ 8,2″ N, 7° 55′ 23,2″ O  | 2010                |      |
| CH06_10703        | Trockenwiese/Trockenweide     | Naturschutzgebiet | Rämpis                                                     | 398433         | IV              | 1,07237      | 47° 22′ 16,6″ N, 7° 34′ 52,6″ O | 2010                |      |
| CH06_10747        | Trockenwiese/Trockenweide     | Naturschutzgebiet | Stollenbord                                                | 398453         | IV              | 0,54398      | 47° 6′ 22,2″ N, 7° 26′ 11,5″ O  | 2010                |      |
| CH06_10749        | Trockenwiese/Trockenweide     | Naturschutzgebiet | Röselen                                                    | 398454         | IV              | 0,53343      | 47° 28′ 58,8″ N, 7° 40′ 15,7″ O | 2010                |      |
| CH06_10750        | Trockenwiese/Trockenweide     | Naturschutzgebiet | Wilweid                                                    | 398455         | IV              | 0,53226      | 47° 19′ 2,7″ N, 7° 46′ 16,1″ O  | 2010                |      |
| CH06_10751        | Trockenwiese/Trockenweide     | Naturschutzgebiet | Hard                                                       | 398456         | IV              | 0,50476      | 47° 27′ 17,6″ N, 7° 41′ 22,8″ O | 2010                |      |
| CH06_10753        | Trockenwiese/Trockenweide     | Naturschutzgebiet | Chatzenstigen                                              | 398457         | IV              | 0,50107      | 47° 25′ 25,9″ N, 7° 39′ 0,6″ O  | 2010                |      |
| CH06_10761        | Trockenwiese/Trockenweide     | Naturschutzgebiet | Engelberg                                                  | 398459         | IV              | 0,39337      | 47° 20′ 7,7″ N, 7° 56′ 51,7″ O  | 2010                |      |
| CH06_10763        | Trockenwiese/Trockenweide     | Naturschutzgebiet | Burst                                                      | 398460         | IV              | 0,22676      | 47° 19′ 47,3″ N, 7° 47′ 46,1″ O | 2010                |      |
| CH06_10765        | Trockenwiese/Trockenweide     | Naturschutzgebiet | Hohe Winde                                                 | 398461         | IV              | 10,99475     | 47° 20′ 25,2″ N, 7° 34′ 54,2″ O | 2010                |      |
| CH06_10767        | Trockenwiese/Trockenweide     | Naturschutzgebiet | Hasel                                                      | 398462         | IV              | 3,1401       | 47° 27′ 17,6″ N, 7° 40′ 47,4″ O | 2010                |      |
| CH06_10768        | Trockenwiese/Trockenweide     | Naturschutzgebiet | Ring                                                       | 398463         | IV              | 2,27154      | 47° 24′ 54″ N, 7° 24′ 36,1″ O   | 2010                |      |
| CH06_10769        | Trockenwiese/Trockenweide     | Naturschutzgebiet | Hohe Winde                                                 | 398464         | IV              | 2,01066      | 47° 20′ 36,7″ N, 7° 34′ 43,4″ O | 2010                |      |
| CH06_10770        | Trockenwiese/Trockenweide     | Naturschutzgebiet | Hohe Winde                                                 | 398465         | IV              | 1,8394       | 47° 20′ 33,6″ N, 7° 34′ 28,5″ O | 2010                |      |
| CH06_10771        | Trockenwiese/Trockenweide     | Naturschutzgebiet | Roti Flue                                                  | 398466         | IV              | 1,21893      | 47° 23′ 19,8″ N, 7° 27′ 2,6″ O  | 2010                |      |
| CH06_10772        | Trockenwiese/Trockenweide     | Naturschutzgebiet | Vorder Erzberg                                             | 398467         | IV              | 1,08563      | 47° 20′ 38,3″ N, 7° 35′ 36,4″ O | 2010                |      |
| CH06_10774        | Trockenwiese/Trockenweide     | Naturschutzgebiet | Luterbrunnen                                               | 398468         | IV              | 0,70069      | 47° 27′ 23,2″ N, 7° 40′ 7,5″ O  | 2010                |      |
| CH06_10775        | Trockenwiese/Trockenweide     | Naturschutzgebiet | Büren                                                      | 398469         | IV              | 0,52029      | 47° 27′ 5,4″ N, 7° 40′ 12,9″ O  | 2010                |      |
| CH06_10633        | Trockenwiese/Trockenweide     | Naturschutzgebiet | Chüematt                                                   | 398384         | IV              | 4,44074      | 47° 17′ 37,6″ N, 7° 33′ 13″ O   | 2010                |      |
| CH06_10634        | Trockenwiese/Trockenweide     | Naturschutzgebiet | Niederwiler Stierenberg                                    | 398385         | IV              | 4,38517      | 47° 16′ 9,7″ N, 7° 33′ 40,2″ O  | 2010                |      |
| CH06_10635        | Trockenwiese/Trockenweide     | Naturschutzgebiet | Hasenmatt                                                  | 398386         | IV              | 6,7818       | 47° 14′ 32,2″ N, 7° 27′ 4,6″ O  | 2010                |      |
| CH09_113          | Wasser- oder Zugvogelreservat | Naturschutzgebiet | Aare bei Solothurn und Naturschutzreservat Aare Flumenthal | 178716         | IV              | 72,3822      | 47° 12′ 37,6″ N, 7° 33′ 13,1″ O | 2001                |      |